# Карбон (периода)
Периода карбона је започео пре око 360 милиона година, након једне од највећих катастрофа која је довела до изумирања око 70% морских животиња. Припада палеозоику. Карбон представља веома важан период у развитку сувоземног начина живота — током њега развила се у потпуности шумска вегетација пречица и каламита, а до краја периоде постојали су већ сви раздели сувоземних биљака, што је омогућило диверзификацију осталих сувоземних организама, као и успостављање комплекснијих еколошких односа.

## Подела
Карбон се у Европи обично дели на две епохе: доњи карбон (силез) и горњи карбон (динант). Епохе се даље деле на векове.
| Периода              | Епоха     | Век         | Почетак (Ma) | Крај (Ma) |
| -------------------- | --------- | ----------- | ------------ | --------- |
| Карбон               |           |             |              |           |
| Горњи карбон (силез) | Стефаниј  | 305         | 299          |           |
| Горњи карбон (силез) | Вестфалиј | 316,5       | 305          |           |
| Горњи карбон (силез) | Намириј   | 330,9 ± 0,2 | 316,5        |           |
| Доњи карбон (динант) | Визеј     | 346,7 ± 0,4 | 330,9 ± 0,2  |           |
| Доњи карбон (динант) | Турнеј    | 358,9 ± 0,4 | 346,7 ± 0,4  |           |

Карбон се може поделити на следеће епохе и векове.
| Периода                                                                 | Епоха (Европа)       | Век (Европа) | Епоха (ICS) | Век (ICS)   | Ma          |
| ----------------------------------------------------------------------- | -------------------- | ------------ | ----------- | ----------- | ----------- |
| Перм                                                                    | Перм                 | Перм         | Перм        | Перм        | млађа       |
| Карбон                                                                  | Горњи карбон (силез) | Стефаниј     | Пенсилваниј | Гзелиј      | 298,9–303,7 |
| Карбон                                                                  | Горњи карбон (силез) | Вестфалиј    | Пенсилваниј | Касимовиј   | 303,7–307,0 |
| Карбон                                                                  | Горњи карбон (силез) | Вестфалиј    | Пенсилваниј | Московиј    | 307,0–315,2 |
| Карбон                                                                  | Горњи карбон (силез) | Вестфалиј    | Пенсилваниј | Башкириј    | 315,2–323,2 |
| Карбон                                                                  | Горњи карбон (силез) | Намириј      | Пенсилваниј | Башкириј    | 315,2–323,2 |
| Карбон                                                                  | Горњи карбон (силез) | Мисисипиј    | Серпуховиј  | 323,2–330,9 |             |
| Карбон                                                                  | Доњи карбон (динант) | Мисисипиј    | Визеј       | Визеј       | 330,9–346,7 |
| Карбон                                                                  | Доњи карбон (динант) | Мисисипиј    | Турнеј      | Турнеј      | 346,7–358,9 |
| Девон                                                                   | Девон                | Девон        | Девон       | Девон       | старија     |
| Подела карбона у Европи у поређењу са званичном поделом ICS-а (од 2018) |                      |              |             |             |             |

## Биљке
Биљни свет карбона се не разликује умногоме од биљног света касног девона. Вегетацијски, карбон је обиловао шумама, које су стварале дрвенасте пречице (Lepidodendrales), раставићи и њихови сродници (Equisetophyta), као и примитивне биљке са семеном (семенице, Lignophyta). Најниже спратове ових шума су насељавале папрати налик на данашњу бујад.
Род Sigillaria је обухватао типичне мочварне пречице, које су достизале висину и до 30m. Познате пречице су и родови Lepidodendron, Halonia, Lepidophloios. Calamites је раставић висок до 10 метара и сачињавао је густе џиновске шеваре. Познат је и раставић Sphenophyllostachis. Род Cordaites је, попут других тадашњих голосеменица, настањивао сувље пределе. Сматра се изумрлим рођаком четинара.
Карбон је био погодно време за развој бујних шума, јер је клима била топла и влажна. Такође, новостворене планине биле су изложене јакој ерозији тако да су седименти, спирани са њихових падина допринели формирању великих делти у северној хемисфери. Ту су шуме могле да бујају. Остаци ових шума су се фосилизацијом претварали у угаљ, по чему је цела периода добила назив. Наиме, у тзв. мочварним шумама тог доба сталним циклусима растења и умирања растиња стварао се дебели слој тресета, који се касније, прекривен седиментима претварао у угаљ (сабијањем и окамењавањем). Најзначајније у вези са биљкама карбона је да је управо у том периоду отпочела еволуција биљака са семеном. Ипак, праве семенице су се развиле тек касније.

## Копнени бескичмењаци
Врло чести бескичмењаци у овој периоди су били зглавкари. Копном су гмизале џиновске бубашвабе и гујини чешљеви у потрази за биљном храном, а њих су ловиле шкорпије дуге и до 75cm. Инсекти, међу њима и џиновски вилини коњици, су биле једине животиње које су летеле и небо карбона је припадало само њима. Инсекти и други зглавкари су били плен тадашњих водоземаца и гмизаваца.

## Водоземци
Први водоземци карбона су увелико зависили од воде. Њихове ларве, пуноглавци, дисали су на шкрге и пливали уз помоћ пераја. Чак и одрасли се нису сувише удаљавали од воде, јер њихова нежна кожа није могла да спречи исушивање. Ипак, освајање копна је постало приоритет, јер је вода била препуна опасности, а и утакмица за храну је била велика, не само са рибама и воденим шкорпијама, већ и између самих водоземаца. Да би се прилагодили копненом начину живота, било је потребно да се еволуционо развије кожа са крљуштима која ће да сачува воду у телу. Код њихових јаја развијала се дебља и еластична опна, која се назива амнион и која је заштићена порозном љуском, тако да пропушта ваздух. На тај начин је ембрион могао да дише. Младунци који су се излегали више нису пуноглавци, већ минијатурне копије одраслих, потпуно способне да живе на копну.

## Гмизавци
Гмизавци су настали изгледа пред крај карбона од својих предака водоземаца. Битно су се разликовали од данашњих гуштера, пре свега у грађи лобање. Наиме, поред носних отвора и очних дупљи нису имали других отвора. Гмизавци са таквом лобањом припадају групи анапсида и данас је имају само још корњаче. Код осталих гмизаваца развили су се додатни отвори који смањују тежину и пружају упориште за причвршћивање виличних мишића. Очигледно су карбонски гмизавци имали примитивне одлике, али су за разлику од водоземаца имали грудни кош који може да се шири. То је зато што гмизавци усисавају ваздух у плућа, док га водоземци гутају.

## Живот у морима
Мора у доба карбона су врвела од живота. Врло честе су биле рибе које су свој „процват“ доживеле још у девону. Главни предатори су биле ајкуле. Једна од њих, Stethacanthus је изнад главе имала чудну зупчасту израслину.

## Крај карбона
У карбону је Земља имала два велика континента: Лауразију (коју су чинили данашња Азија, Европа и Северна Америка) и Гондване (спој Јужне Америке, Африке, Антарктика и Аустралије). Након карбона уследио је перм, последњи период у палеозојској ери. До почетка перма, пре 286 милиона година, копнене масе на Земљи су образовале један суперконтинент знан као Пангеа.